# Compass Island
Compass Island (englisch, spanisch Islote Compás) ist eine kleine, felsige und bis zu 15 m hohe Insel in der Marguerite Bay an der Fallières-Küste des westantarktischen Grahamlands. Sie liegt 11 km nordwestlich der Terra Firma Islands.
Gesichtet und aus der Luft fotografiert wurde sie am 1. Februar 1937 bei der British Graham Land Expedition (1934–1937) unter der Leitung des australischen Polarforschers John Rymill. Den ersten Besuch statteten ihr Geodäten des Falkland Islands Dependencies Survey im Jahr 1948 ab, dem sich 1949 eine Vermessung und die Benennung der Insel anschlossen. Namensgebend waren Abweichungen in der Missweisung mitgeführter Kompasse, die durch Eisendrähte in Kapuzen der von den Geodäten getragenen Jacken hervorgerufen worden waren.